# Список хет-триков сборной Франции по футболу
Сбо́рная Фра́нции по футбо́лу (фр. Équipe nationalle de France de football) представляет Францию в международных матчах и турнирах по футболу. С момента первого международного матча сборной Франции в 1904 году 21 игрок забили три или более голов за сборную в одном матче. Первым игроком, забившим три гола, стал Эжен Маэс. Он сделал хет-трик в матче против сборной Италии 17 марта 1912 года. Эжен Маэс и Таде Сизовски являются единственными игроками забившими пять мячей в одной игре.
Больше всего хет-триков — пять — сделал Жюст Фонтен. Два из них он забил на чемпионате мира 1958 года, где Франция заняла третье место. Фонтен является единственным французским игроком сделавшим хет-трик в финальной части чемпионатов мира. В 1984 году на чемпионате Европы Мишель Платини забил последовательно два хет-трика в матчах против Бельгии и Югославии. Последний хет-трик сборной Франции на счету Оливье Жиру в товарищеском матче против Парагвая в июне 2017 года (5:0). Это пока единственный хет-трик в XXI веке.
С 1904 года сборной Франции забивали 41 хет-трик, 31 из которых были сделаны до Второй мировой войны. В послевоенный период, единственным игроком забившим два хет-трика в ворота Франции стал бразильский нападающий Пеле. Пеле также является единственным не европейским игроком, сделавшим хет-трик в ворота Франции. Последний на данный момент хет-трик на счету Джеффа Херста в товарищеском матче в марте 1969 года — тогда сборная Англии победила со счетом 5:0.

## Список хет-триков
Условные обозначения:
- ОИ — летние Олимпийские игры
- ОЧМ — отборочный турнир к чемпионату мира
- ОЧЕ — отборочный турнир к чемпионату Европы
- ТМ — товарищеский матч
- ЧМ — чемпионат мира
- ЧЕ — чемпионат Европы

| Игрок          | Дата             | Соперник   | Счёт      | Стадион                         | Турнир        | Прим.  |
| -------------- | ---------------- | ---------- | --------- | ------------------------------- | ------------- | ------ |
| Эжен Маэс      | 17 марта 1912    | Италия     | 4:3       | Кампо Пиацца д’Арми, Турин      | ТМ            | [ 4 ]  |
| Эжен Маэс5     | 20 апреля 1913   | Люксембург | 8:0       | Стад де Пари, Сент-Уэн          | ТМ            | [ 5 ]  |
| Эдуар Крю      | 27 мая 1924      | Латвия     | 7:0       | Стад де Пари, Сент-Уэн          | ОИ 1924       | [ 6 ]  |
| Поль Николя    | 13 июня 1926     | Югославия  | 4:1       | Ив дю Мануар, Париж             | ТМ            | [ 7 ]  |
| Поль Николя    | 21 февраля 1928  | Ирландия   | 4:0       | Буффало, Монруж                 | ТМ            | [ 8 ]  |
| Жан Сесанбер4  | 9 июня 1932      | Болгария   | 5:3       | Юнак, София                     | ТМ            | [ 9 ]  |
| Жан Николя4    | 15 апреля 1934   | Люксембург | 6:1       | Жози Бартель, Люксембург        | ОЧМ 1934      | [ 10 ] |
| Жан Николя     | 10 мая 1934      | Нидерланды | 5:4       | Олимпийский стадион, Амстердам  | ТМ            | [ 11 ] |
| Эрнест Вааст   | 23 ноября 1947   | Португалия | 4:2       | Национальный стадион, Лиссабон  | ТМ            | [ 12 ] |
| Жюст Фонтен    | 17 декабря 1953  | Люксембург | 8:1       | Парк де Пренс, Париж            | ОЧМ 1954      | [ 13 ] |
| Таде Сизовски5 | 11 ноября 1956   | Бельгия    | 6:3       | Ив дю Мануар, Париж             | ОЧМ 1958      | [ 1 ]  |
| Жюст Фонтен    | 8 июня 1958      | Парагвай   | 7:3       | Идроттспаркен, Норрчёпинг       | ЧМ 1958       | [ 14 ] |
| Жюст Фонтен4   | 28 июня 1958     | ФРГ        | 6:3       | Уллеви, Гётеборг                | ЧМ 1958       | [ 15 ] |
| Жюст Фонтен    | 11 ноября 1959   | Португалия | 5:3       | Ив дю Мануар, Париж             | ТМ            | [ 16 ] |
| Жюст Фонтен    | 13 декабря 1959  | Австрия    | 5:2       | Ив дю Мануар, Париж             | ОЧЕ 1960      | [ 17 ] |
| Шарли Лубе     | 23 декабря 1967  | Люксембург | 3:1       | Парк де Пренс, Париж            | ОЧЕ 1968      | [ 18 ] |
| Эрве Ревелли   | 10 сентября 1969 | Норвегия   | 3:1       | Уллевол, Осло                   | ОЧМ 1970      | [ 19 ] |
| Бернар Лякомб  | 7 мая 1979       | США        | 6:0       | Джайентс Стэдиум, Ист-Ратерфорд | ТМ            | [ 20 ] |
| Мишель Платини | 16 июня 1984     | Бельгия    | 5:0       | Божуар, Нант                    | ЧЕ 1984       | [ 21 ] |
| Мишель Платини | 19 июня 1984     | Югославия  | 3:2       | Жоффруа Гишар, Сент-Этьен       | ЧЕ 1984       | [ 22 ] |
| Доминик Рошто  | 30 октября 1985  | Люксембург | 6:0       | Парк де Пренс, Париж            | ОЧМ 1986      | [ 23 ] |
| Оливье Жиру    | 2 июня 2017      | Парагвай   | 5:0       | Роазон Парк, Рен                | ТМ            |        |
| Килиан Мбаппе4 | 13 ноября 2021   | Казахстан  | 8:0       | Парк де Пренс, Париж            | ОЧМ 2022      |        |
| Килиан Мбаппе  | 18 декабря 2022  | Аргентина  | 3:3п. 2-4 | Национальный стадион, Лусаил    | Финал ЧМ 2022 |        |
| Килиан Мбаппе  | 18 ноября 2023   | Гибралтар  | 14:0      | Альянц Ривьера, Ницца           | ОЧЕ 2024      |        |